# クリフトン・レジナルド・ウォートン (シニア)
クリフトン・レジナルド・ウォートン（Clifton Reginald Wharton, Sr.、1899年5月11日 - 1990年4月25日）は、アメリカ合衆国の外交官。国務省外交局の出身で大使になった初のアフリカ系アメリカ人である。外交使節団の長に就任した初の黒人の外交局職員でもあり、ならびに外交使節団の長として初めてヨーロッパに派遣された黒人でもある。

## 生涯
メリーランド州ボルチモアにて誕生。ボストン大学法科大学院にて、1920年に法学士号を取得。1923年に上級法学修士号を取得。1920年から1924年までボストンで弁護士業を経営。
1924年に法律事務官として国務省外交局に入省。黒人として初めて、筆記試験と面接試験の両方に合格した。リベリアでモンロビア副領事（1925年-1929年）、スペイン領カナリア諸島でラス・パルマス領事（1930年-1941年）、リベリアでモンロビア領事兼二等書記官（1936年-1938年）、フランス領マダガスカルでアンタナナリボ領事（1942年-1945年）、ポルトガル領アゾレス諸島でポンタ・デルガダ領事（1945年-1949年）、ポルトガルでリスボン領事（1949年-1950年）およびリスボン総領事（1950年-1953年）、フランスでマルセイユ総領事（1953年-1958年）を歴任。
1958年から1960年まで駐ルーマニア公使。1961年から1964年まで駐ノルウェー大使（1961年-1964年）。
1990年にアリゾナ州フェニックス (アリゾナ州)で死去。

## 死後
2006年5月30日、アメリカ合衆国郵便公社は“功労アメリカ外交官”記念シリーズとして、ウォートンを描いた切手を発行した。

## 備考
1. ↑  政治任用により大使となったフレデリック・ダグラスを除く。